# La Quar
La Quar är en kommun i Spanien.   Den ligger i provinsen Província de Barcelona och regionen Katalonien, i den östra delen av landet, 500 km öster om huvudstaden Madrid. Arean är 38 kvadratkilometer. La Quar gränsar till Vilada, Borredà, Lluçà, Sagàs, Olvan och Cercs. 
Terrängen i La Quar är huvudsakligen lite kuperad.